# IC 4374
IC 4374 ist eine linsenförmige Galaxie vom Hubble-Typ S0/(r)a? im Sternbild Wasserschlange am Südsternhimmel. Sie ist schätzungsweise 287 Millionen Lichtjahre von der Milchstraße entfernt.
Entdeckt wurde das Objekt am 21. April 1898 von Lewis Swift.